# August Endell

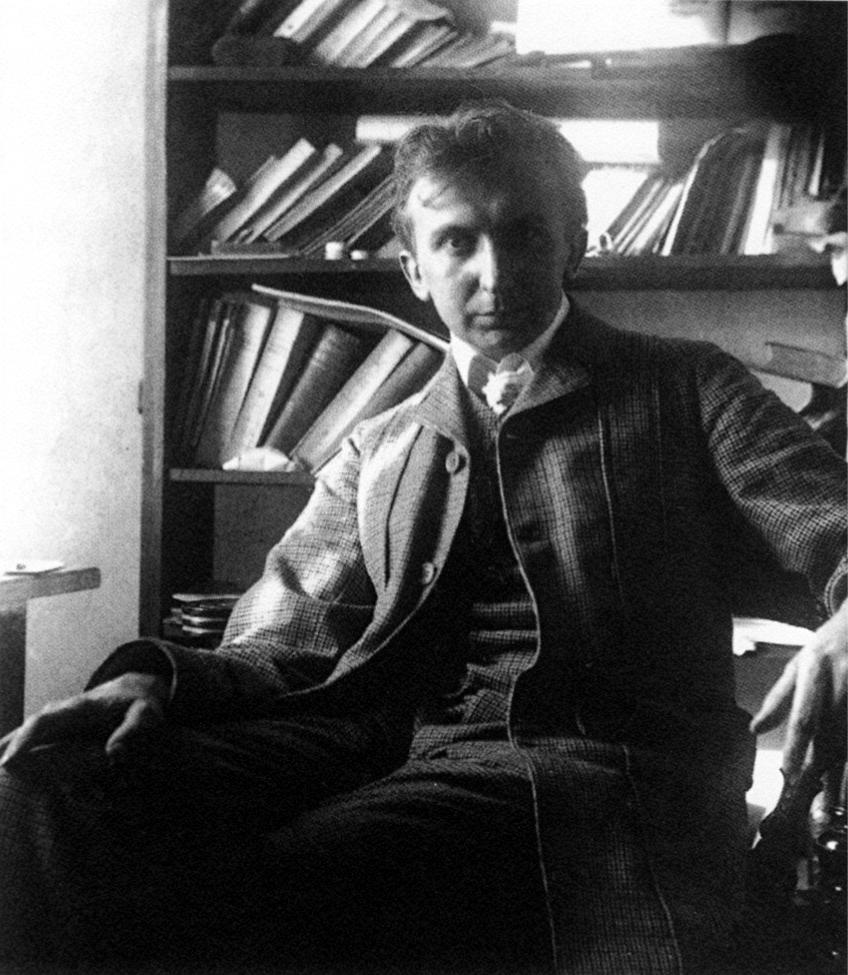
August Endell

August Endell, född 12 april 1871 i Berlin, död där 15 april 1925, var en tysk arkitekt, formgivare och författare.
Trots att Endell var självlärd som arkitekt brukar hans arkitektur räknas till en av de främsta exponenterna för jugend, men till denna ornamentala stil la han sitt helt egna excentriska eller rent av bisarra manér. Sin stil utvecklade han utifrån sina studier i filosofi och psykologi för Theodor Lipps. Enligt honom själv vände han sig till människor som var fria från associationer och han ville förgöra dem med glädje och dränka dem med skönhet. Som hos så många andra jugendarkitekter var det naturen som inspirerade och vägledde honom. 
Han var en kort period gift med Elsa von Freytag-Loringhoven.

## Projekt
- Hof-Atelier Elvira, München, Tyskland, 1897 riven 1944.
- Hackesche Höfe, Berlin, Tyskland, 1906.
- Skoaffären Salamander, München, Tyskland, 1910.
- Trabrennbahn Mariendorf, Berlin, Tyskland, 1913.